# جاكوب أرتيست
جاكوب أرتيست (بالإنجليزية: Jacob Artist)‏ مواليد 17 أكتوبر 1992 في بوفالو، هو ممثل أمريكي بدأ مسيرته الفنية عام 2011.

## الأعمال
- غلي
- عصفورة بيضاء في عاصفة ثلجية

## وصلات خارجية
- جاكوب أرتيست على موقع IMDb (الإنجليزية)
- جاكوب أرتيست على موقع ميتاكريتيك (الإنجليزية)
- جاكوب أرتيست على موقع روتن توميتوز (الإنجليزية)
- جاكوب أرتيست على موقع قاعدة بيانات الأفلام العربية
- جاكوب أرتيست على موقع ألو سيني (الفرنسية)
- جاكوب أرتيست على موقع ميوزك برينز (الإنجليزية)
- جاكوب أرتيست على موقع تيرنر كلاسيك موفيز (الإنجليزية)
- جاكوب أرتيست على موقع أول موفي (الإنجليزية)
- جاكوب أرتيست على موقع أول ميوزيك (الإنجليزية)
- جاكوب أرتيست على موقع ديسكوغز (الإنجليزية)